# Meydan TV
Meydan TV —  азербайджанська некомерційна медіаорганізація зі штаб-квартирою в Берліні. Заснована дисидентом і колишнім політв'язнем блогером Еміном Міллі 2013 року, видання публікує новини азербайджанською, англійською та російською мовами. У травні 2013 року Meydan TV оголосив про плани мовлення через турецький супутник «Турксат». Слово «мейдан» означає площа азербайджанською.

## Новини
Meydan TV став популярним за репортажі і онлайн-трансляції про корупцію, права людини та інші питання, актуальні в Азербайджані. Ці дані активно використовувались міжнародними ЗМІ, особливо під час європейських ігор 2015 в Баку, коли кількох журналістів та іноземних спостерігачів не впустили до країни. Кілька розслідувань Meydan TV були зроблені за підтримки Європейського фонду за демократію (ЕФД).
2015 року під час Європейських ігор азербайджанський канал Lider TV брав інтерв'ю у місцевого чоловіка, який видавав себе за іноземця, щоб створити «провокацію». Після того, як Meydan TV розпізнав цю людину, Сеймура Сафарова, громадянина Азербайджану Джебраільського району, цей репортажстав вірусним в соцмережах Азербайджану. 2015 року повідомлялося, що кілька журналістів Meydan TV було притягнуто до кримінальної відповідальності, заарештовано або отримало заборони на поїздки (у тому числі Айнура Ісмаїл, Ширін Аббасов, Айтен Фархадов і Айсель Умудов). За словами Алі Гасанова, Meydan TV та ряд інших ЗМІ не пройшли акредитацію як іноземні ЗМІ в Азербайджані після прийняття відповідного закону 18 березня 2015 року.
9 квітня 2016 року азербайджанський сайт Haqqin.az звинуватив Meydan TV у переоцінці азербайджанських жертв у вірмено–азербайджанських зіткненнях 2016 року. Meydan TV оцінили число військових втрат у 94 особи замість офіційно заявлених 31-го, це було зроблено завдяки аналізу повідомлень у соцмережах. Haqqin.az заявили, що зокрема солдат Айдин Гасанов, згаданий на Meydan TV як загиблий, лікувався у військовому госпіталі через травму руки.